# Sam Adams (Politiker)

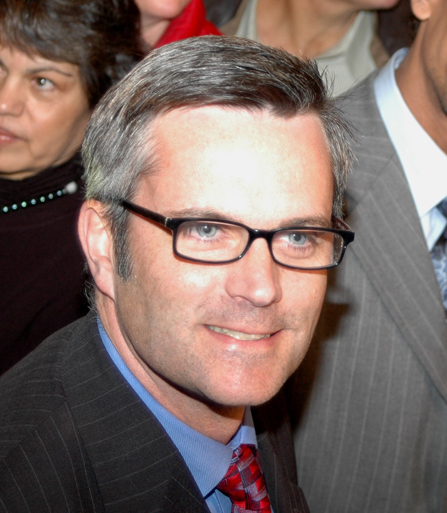
Sam Adams

Sam Adams (* 3. September 1963 in Whitehall, Jefferson County, Montana) ist ein US-amerikanischer Politiker der Demokraten und ehemaliger Bürgermeister der Stadt Portland im Bundesstaat Oregon.

## Leben
Adams wurde 1963 als Sohn von Karalie und Larry Adams, einem Sonderpädagogen und Highschool-Basketballtrainer, in Montana geboren. Als Adams zwei Jahre alt war, zog seine Familie für ein Jahr nach Richland, Washington, dann weiter nach Newport und schließlich nach Eugene in Oregon. Dort ließen sich seine Eltern scheiden. Adams wuchs bei seiner Mutter auf. Er graduierte an der South Eugene High School und besuchte danach die University of Oregon. Vom 1. Januar 2009 bis zum 31. Dezember 2012 war Adams Bürgermeister der Stadt Portland. Adams lebt offen homosexuell. Sein Lebensgefährte ist der Journalist Peter Zuckerman. 
Derzeit wird Sam Adams vorgeworfen, im Wahlkampf die Unwahrheit über eine Affäre mit einem 17-jährigen Mitarbeiter gesagt zu haben. Es gab aufgrund dieser Vorwürfe zwei vergebliche Versuche, ein Recall-Verfahren gegen ihn einzuleiten.
Sam Adams hatte 2011 einen Gastauftritt in der Comedy-Serie Portlandia und spielte dort den Assistenten des Bürgermeisters von Portland (Staffel 1, Episoden 2 und 4).